# FranceAgriMer
 (mars 2014).
Si vous disposez d'ouvrages ou d'articles de référence ou si vous connaissez des sites web de qualité traitant du thème abordé ici, merci de compléter l'article en donnant les références utiles à sa vérifiabilité et en les liant à la section « Notes et références ».
L'Établissement national des produits de l'agriculture et de la mer, également appelé FranceAgriMer, est un établissement public administratif français ayant pour mission d'appliquer, en France, certaines mesures prévues par la Politique agricole commune, et de réaliser certaines actions nationales en faveur des différentes filières agricoles. Son siège est situé à Montreuil. L’organisation de FranceAgriMer s’appuie sur les Directions régionales de l’alimentation, de l’agriculture et de la forêt (DRAAF) qui ont intégré les agents de l’établissement et constituent ses échelons régionaux. Ce regroupement conforte l’échelon régional dans le suivi de chacune des filières et assure une complémentarité avec les services de l’État pour l’exercice des missions d’observation économique, notamment le recueil de données.

## Historique
FranceAgriMer est issu de la fusion au 1er avril 2009 de cinq offices agricoles sectoriels, : l'ONIGC (ex-office des grandes cultures), l'ONIEP (ex-office des viandes et du lait), VINIFLHOR (ex-office du vin, des fruits et légumes), l'OFIMER (ex-office des produits de la mer) et l'ONIPPAM (ex-office des plantes à parfum, aromatiques et médicinales) et du Service des nouvelles des marchés.
Trois des cinq offices qui ont été fusionnés dans FranceAgriMer étaient déjà le fruit de regroupements antérieurs organisés lors d'une première phase de fusion des offices agricoles organisée par la loi d'orientation agricole du 5 janvier 2006 :
- l'ONIGC, « pôle végétal » : regroupement de l'ONIC, de l'ONIOL et du FIRS (ex-offices respectivement des céréales, des oléo-protéagineux et du sucre)
- l'ONIEP, « pôle animal » : regroupement de l'OFIVAL et de l'ONILAIT (ex-offices respectivement des viandes et du lait)
- VINIFLHOR, « pôle cultures spécialisées » : regroupement de l'ONIVINS et de l'ONIFLHOR (ex-offices respectivement du vin et des fruits et légumes).

La création de FranceAgriMer, décidée dans le cadre de la révision générale des politiques publiques, vise à répondre aux préoccupations de l'Etat en réduisant les coûts de mise en œuvre des politiques publiques et en améliorant la lisibilité.

## Missions
FranceAgriMer a pour missions :
1. « la mise en œuvre des interventions publiques, nationales et notamment des aides de crise - ainsi que des aides communautaires liées aux organisations communes de marché (OCM) ». FranceAgriMer est, à ce titre, agréé en tant qu'organisme payeur du Fonds Européen Agricole de Garantie (FEAGA). Cet agrément impose le respect de procédures très strictes destinées à sécuriser l’octroi des soutiens européens et fait l’objet de contrôles réguliers et approfondis. FranceAgriMer est par ailleurs organisme intermédiaire pour l’instruction et le paiement de certaines aides communautaires dans le secteur de la pêche ;
2. « l’appui aux exportateurs au travers d’actions de promotion et de veille sanitaire ». FranceAgriMer intervient pour faciliter l’accès aux marchés internationaux et les négociations SPS par une information des professionnels sur les réglementations techniques (certificats, protocoles sanitaires, établissements agréés, …), un appui logistique et financier (missions audits étrangères, négociation avec importateurs, experts étrangers en France…) et la promotion du dispositif français de sécurité des aliments ;
3. « l’information économique, le suivi de l’ensemble des marchés et des filières agricoles, la conduite d’études prospectives ». L’établissement diffuse ces informations aux pouvoirs publics et aux filières notamment via différents observatoires : l’observatoire des IAA, l’observatoire de la biomasse, l’observatoire des abattoirs et surtout l’observatoire de la formation des prix et des marges dont il assure le secrétariat général ;
4. « l’animation des filières qui vise à mettre en œuvre de façon concertée l’ensemble des actions de l’établissement au service du renforcement de la compétitivité et du développement des filières ». Cette mission repose avant tout sur l’organisation du dialogue interprofessionnel dans le cadre des onze conseils spécialisés réunissant l’ensemble des familles professionnelles.

## Fonctionnement
L’établissement est structuré par mission : cette organisation transverse conserve les compétences et l’expertise sectorielle, favorise une approche multifilières plus globale et facilite l'analyse croisée des filières et des marchés.
Selon le site internet de l'établissement, ses domaines d'intervention sont les suivants :
Sur les marchés
- Assurer la veille économique et le suivi des marchés.
- Gérer les mesures communautaires de régulation des marchés.
- Alerter en cas de crise.

Pour les filières
- Renforcer l’efficacité économique des filières.
- Mettre en place une politique de développement durable et de qualité.
- Prévenir les risques des filières.

Pour les professionnels
- Aider les producteurs à s’organiser.
- Encourager le dialogue interprofessionnel.
- Contribuer à la coopération technique.

FranceAgriMer est « sous tutelle de l'État », c'est-à-dire qu'il s'agit d'une agence interministérielle, alors que les agences sont le plus souvent rattachées à un seul ministère. Comme elle est aussi dotée d'un conseil d'administration, on peut imaginer que cette tutelle générale plutôt que spécifique soit conçue par le législateur comme donnant davantage de liberté à l'agence.

## Budget et moyens
En 2014, le budget de FranceAgriMer est de 734 millions d'euros : il comprend 400 millions d'euros de dépenses d’intervention communautaire, 206 millions de dépenses d’intervention nationale et 128 millions de dépenses de fonctionnement. En 2014, les effectifs de FranceAgriMer s’élèvent à 1 204 ETPT.
En 2018, 622 millions d'euros au total ont été versés aux filières de l’agriculture et de la pêche, dont 27 % d’aides nationales (aides aux exploitations, expérimentation, aides de crises, etc). 73 % d’aides communautaires.
FranceAgriMer emploie 986 personnes dont 335 en région.

## Gouvernance
FranceAgriMer peut être qualifié d’établissement public à gouvernance professionnelle.
La gouvernance de FranceAgriMer est assurée par un conseil d'administration et des conseils spécialisés.
Le conseil d'administration comprend, outre son président, vingt-deux membres : 4 représentants de l'Etat, 2 parlementaires (un député et un sénateur) ; un représentant des régions ; 5 personnalités représentant la production agricole choisies parmi les personnes proposées par les organisations syndicales d'exploitants agricoles ; le président de l'assemblée permanente des chambres d'agriculture ; 2 représentants du secteur coopératif ; 3 représentants des industries agroalimentaires ; un représentant des consommateurs ; un représentant le commerce et la distribution ; un représentant de la production du secteur de la pêche et de l'aquaculture ; un représentant les salariés des filières. Un conseil d’orientation appuie le conseil d’administration pour le pilotage stratégique de l’Établissement, il pilote le travail des conseils spécialisés et des commissions thématiques.
Les conseils spécialisés sont au nombre de sept, au lieu de onze jusqu'en 2019 :
- conseil "grandes cultures" : ce conseil résulte de la fusion, en 2019, de trois conseils spécialisés précédents : céréales, oléo-protéagineux, betteraves[10]. Aujourd'hui, il regroupe les productions de céréales, oléagineux, protéagineux, fourrages séchés, plantes textiles, betteraves et les produits issus de la transformation de ces produits notamment le sucre et l'alcool éthylique d'origine agricole.
- conseil “viandes blanches” : les animaux non ruminants domestiques terrestres, à l'exclusion des animaux de compagnie, les productions et viandes des animaux non ruminants domestiques terrestres, les œufs et les produits issus de la transformation de ces produits ;
- conseil “fruits et légumes” : les productions de fruits, de légumes, y compris de champignons, de pommes de terre et les produits issus de la transformation de ces produits[11] ;
- conseil “productions végétales spéciales” : il regroupe en 2019 deux conseils spécialisés : d'une part l'horticulture et d'autre part les plantes à parfum[10]. Aujourd'hui, il regroupe les productions issues de l'horticulture florale et ornementale, pépinières et les productions de plantes, plantes de service, plantes à parfum, aromatiques et médicinales et les produits issus de la transformation de ces produits ;
- conseil “ruminants” : les animaux ruminants, à l'exclusion des animaux de compagnie, les productions de lait et de viande des animaux ruminants et équidés et les produits issus de la transformation de ces produits ;
- conseil “produits de la pêche et aquaculture” : les produits de la pêche professionnelle maritime, en eau douce et de l'aquaculture et les produits issus de la transformation de ces produits ;
- conseil “vin et cidre” concernant notamment les productions de vins et produits issus de la vigne, vinaigres, verger cidricole et produits frais et transformés issus de ce verger.

Ils comprennent, en majorité, des représentants de la production, de la transformation et de la commercialisation des filières. Ces instances sont présidées par des représentants des organisations professionnelles agricoles, le plus souvent appartenant au collège des producteurs. L’État y est représenté et dispose de la capacité juridique de faire obstacle aux décisions du directeur qui seraient prises à la suite d'un avis de ces instances qu’il ne partagerait pas.
Henri Brichard est président du conseil d’administration de l'agence depuis 2015. Christine Avelin assure la direction générale, succédant à Éric Allain le 10 avril 2017,.

## Critique
FranceAgriMer est critiqué pour sa gestion du Fonds européen d’aide aux plus démunis (FEAD). En 2016, la Commission européenne suspend brièvement le versement de l'aide à la France en raison d'un « manque de transparence et un défaut de contrôle interne et de prévention des risques » de FranceAgriMer. En 2019, l'établissement public est critiqué, toujours dans le cadre de sa gestion du FEAD, lors de la controverse des « faux steaks »,.